# Román de la Calle
Román de la Calle (Alcoy, Alicante, 1 de julio de 1942), es Catedrático de Estética y Teoría del Arte de la Universitat de València-Estudi General, ensayista y crítico de arte. Ha sido Director del Instituto Universitario de Creatividad e Innovaciones Educativas de la Universitat de València y Presidente de la Real Academia de Bellas Artes de San Carlos (Valencia). Tras su jubilación, fue nombrado Profesor Honorario de la Universidad de Valencia. 

## Biografía
Cursó estudios de Filosofía y Letras en la Universidad de Valencia, especializándose en Filosofía y obteniendo el Premio Nacional Fin de Carrera. Logró asimismo el Premio Extraordinario de Licenciatura con la memoria dedicada a la Teoría del Arte de György Lukács. Tras sus estudios se dedicó a la enseñanza, realizando este trabajo durante cuarenta y cuatro años. Una vez obtuvo su doctorado fue profesor en la Universidad Complutense de Madrid y también en dos de las universidades valencianas (Universidad de Valencia, donde desde 1990 ostentó la cátedra de Estética y Teoría de las Artes, llegando a dirigir más de 86 tesis doctorales; y Universidad Politécnica de Valencia). Durante su docencia en Valencia, fue pionero en la docencia cinematográfica impartida en la Universidad.
Coordinó durante años el Instituto Universitario de Creatividad e Innovaciones Educativas de la Universidad de Valencia y propulsó la creación del Centro de Documentación de Arte Valenciano Contemporáneo, adscrito a esa misma Universidad de Valencia, que hoy lleva su nombre; desde ambos centros ha promovido y coordinado numerosos talleres, postgrados, másteres y proyectos de investigación relativos a las artes plásticas y visuales. Un proyecto destacado ha sido la creación del Repertorio Bibliográfico de Artistas Valencianos Contemporáneos (2004), que sigue activo.

## Actividad desarrollada
Durante los años 80, impulsó la Asociación Valenciana de Críticos de Arte, siendo nombrado Presidente entre los años 1985 y 1995, siendo posteriormente nombrado Presidente de Honor, como también lo es Vicente Aguilera Cerni.
Igualmente pertenece a la Asociación Española de Críticos de Arte (AECA) y a la Asociación Internacional (AICA). Desde 1998 hasta el 2010 ha sido director del Aula de las Artes de la Institución Alfonso el Magnánimo de la Diputación de Valencia.
También fue Académico correspondiente (figura que aparece por primera vez en los Estatutos de la Real Academia de Bellas Artes de San Fernando de 1846, en donde se dice que "habrá un número indefinido de académicos corresponsales, así nacionales como extranjeros" (art. 2); pueden asistir a las juntas generales y públicas, pero pese a contar con voz, no tienen voto (art. 35).) de la Real Academia de Bellas Artes de San Fernando (Madrid).
En 1998 es elegido Académico Numerario de la Real Academia de Bellas Artes de San Carlos, en la que además ejerce los cargos de Vicepresidente desde el 2004 y , por elección, Presidente de la misma, para el periodo 2007-2015.
Además ha sido miembro del Consejo Rector del Instituto Valenciano de Arte Moderno (IVAM), órgano superior de gobierno del IVAM, a quien le corresponden las facultades de supervisión y control del museo; del Patronato del Museo de la Universidad de Alicante; del Patronato del Museo de Bellas Artes de Valencia; del Patronato Especial “Martínez Guerricabeitia” en la Fundación General de la Universidad de Valencia y del Patronato del Museu d’Art Contemporani d’Elx. Ha sido Presidente de la Asociación Valenciana de Educadores de Museos
(AVALEM).
En el año 2004 fue nombrado director del Museo valenciano de la ilustración y la modernidad (MuVIM), transformando por completo las líneas museológicas del mismo, convirtiéndolo en prototipo de Museo de Patrimonio Inmaterial y mereciendo una serie de galardones nacionales e internacionales por dicha labor, durante seis años. Paradójicamente de ese cargo dimitió, en marzo del 2010, en el momento del mayor prestigio del centro, debido a la irracional censura llevada a cabo sobre una de las exposiciones programadas en el centro, por parte de la Presidencia de la Diputación de Valencia. Este hecho ha marcado su vida a la vez que le ha dotado de máximo prestigio humano y profesional.
Entre 1998 y 2010 dirigió el Instituto de las Artes de la Institución Alfonso el Magnánimo. En septiembre de 2010, seis meses después de su dimisión en el MuVIM, fue cesado y sustituido por Felipe Garín.

## Premios y distinciones
Ha sido premiado y distinguido en reiteradas ocasiones por su larga trayectoria como académico e investigador, pudiéndose destacar:
- Cruz Alfonso X el Sabio (1970);
- Medalla de plata al mérito profesional, otorgada por el Ministerio de Educación y Ciencia (1970);
- Premio de la Crítica, modalidad de ensayo (Valencia, 1981);
- Premio Nacional de la Crítica de Arte (Barcelona, 1987);
- Medalla de la Facultad de Bellas Artes de Valencia (Universidad Politécnica, 1999 y 2009);
- Medalla de la Facultad de Filosofía y Ciencias de la Educación (2012);
- Orden de “Les Palmes Académiques”, en grado de Oficial, del Ministerio Nacional de Educación de Francia (2009);
- Llama del Rotary Club en Ciencias Humanas (Valencia, 2009);
- Premio a la Libertad de Expresión, de la Unión de Periodistas (2010);
- Premio Joven Cultura y Democracia (2010);
- Premio Turia a la ejemplaridad ciudadana (2010);
- Premio Gràffica 2010 por su atención sostenida al mundo del diseño;
- Galardón “Libertad cívica”, otorgado por la Logia M. “Blasco Ibáñez”, adscrita al Gran Oriente de Francia (2012), por la investigación histórica en el ámbito de la cultura y por el respaldo a las libertades ciudadanas;
- Premio “Educación y Sociedad” (Valencia, 2014).

## Obras
En su juventud, cultivó la poesía en valenciano, obteniendo en 1966 el Premio Universidad de Valencia de Poesía. 
A lo largo de toda su carrera ha realizado ensayos teóricos, ensayos históricos, traducción especializada y crítica de las artes plásticas, dentro del quehacer literario.
Entre los libros que ha escrito cabe destacar:
- En torno al hecho artístico (1981);
- Estética, crítica y otros ensayos (1983);
- Lineamientos de Estética (1985);
- Lukács: Estética y Poética (1985);
- De la imatge a la paraula (1988);
- Repertorio Bibliográfico de Investigación Estética (1986);
- De la Imatge a la Paraula. Una aproximació a la historia de la pintura al Sud del País Valencià (1988);
- L’Educació per l’Art (2000);
- John Dewey: experiencia estética & experiencia crítica (2001);
- Senderos entre el arte y lo sagrado (2003);
- Escenografíes per a la Crítica d’Art (2005);
- El espejo de la “Ekphrasis”. Más acá de la imagen. Más allá del texto (2005);
- Gusto, belleza y arte. Doce ensayos sobre historia de las ideas estéticas y teoría de las artes (2006);
- El ojo y la mirada. Materiales para una historia del arte valenciano contemporáneo (2006);
- Reflexions estètiques des del Divan (2007);
- Doce Artistas Valencianos Contemporáneos de la Real Academia de Bellas Artes de San Carlos (2008);
- Miradas interdisciplinares a través del arte (2009);
- Quince Artistas Valencianos Contemporáneos vistos desde la Real Academia de Bellas Artes (2010);
- Cultura de la quotidianitat. Museu i patrimoni inmaterial. (2010);
- A propósito de la crítica de arte. Teoría y práctica. Cultura y política. (2012);
- Veinte Artistas Valencianos (2012);
- Memorias y diálogos del taller. (2013);
- Trece artistas Valencianos Contemporáneos y un homenaje (2014);
- MuVIM, memoria y desmemoria. Política cultural. Museo y Patrimonio inmaterial (2015).
- Experiència estètica i crítica d'art: Estudis al voltant de tretze artistes i tres col·lectius de les comarques del sud del País Valencià (2019)

Su perfil como autor en la base de datos Dialnet relaciona 116 artículos de revista, 80 colaboraciones en obras colectivas, seis reseñas, 34 libros, la dirección de 64 tesis doctorales y la coordinación de otras 14 publicaciones.